# Silvano Avanzini
Antonio Giuseppe Avanzini detto Silvano (Viareggio, 6 giugno 1925 – Viareggio, 6 ottobre 2000) è stato un pittore, scenografo e scultore italiano.
Considerato uno dei costruttori dei carri allegorici del Carnevale di Viareggio più importanti della storia della manifestazione, detiene il record del maggior numero di carri di prima categoria realizzati in carriera (cinquanta dal 1949 al 2000).
È noto per aver realizzato con Arnaldo Galli e altri carristi le scenografie dei film Casanova e Boccaccio '70 di Federico Fellini.

## Biografia

### Infanzia e gioventù
Quarto di sei fratelli figli di Luigi, imprenditore edile di origini veronesi, e di Anita Giangrandi, viareggina, si dimostra precoce nel disegno e appassionato del Carnevale viareggino. Dopo aver frequentato l'Istituto d'Arte Stagi di Pietrasanta non realizzò tuttavia il suo desiderio di divenire architetto e si dedicò alla costruzione dei carri allegorici.

### La carriera nel mondo del Carnevale

Silvano Avanzini al lavoro - 1960

Gli esordi della carriera carnevalesca di Silvano Avanzini furono contraddistinti dai consigli del costruttore Antonio D'Arliano, ma ciononostante si distaccò velocemente dallo stile di questi: se infatti D'Arliano si cimentava nell'esaltazione di un Carnevale magico e favolistico, Avanzini si esponeva con carri dalla tematica sempre più impegnata e allegorica, fino a subire parecchie bocciature di progetti e censure durante le dirette televisive della RAI per i suoi soggetti troppo pesanti.
Nel 1946, nel Carnevale della rinascita post-bellica, Avanzini modellò la mascherata Il rientro degli sfollati di Carlo Francesconi. Come D'Arliano e Pardini, anche Silvano esordì nel mondo delle costruzioni allegoriche insieme a quello che diventerà il suo più grande rivale negli anni '70 e ‘80 Arnaldo Galli. I due firmano una mascherata in gruppo nel 1948 Concorso mondiale di nasi, alla quale venne assegnato l'ottavo posto ma che segnò la prima opera firmata da Silvano Avanzini. Lo stesso Avanzini affermò che in quello stesso anno modellò il carro Tempi passati di Carlo Bomberini, per indisposizione dell'autore. Il connubio Avanzini-Galli si rivelò debole fin da subito, complice la poca collaborazione tra i due e la mancata sintonia: nel 1949 e nel 1950 presentarono comunque due costruzioni, rispettivamente I peccati in festa e Preferisco la vacca che arrivarono uno terzultimo e l'altro ultimo. Dopo questo periodo, i due si separano: Silvano si associa al carpentiere Francesco Francesconi e partecipa al concorso già nel 1951, mentre Arnaldo Galli ritorna nella prima categoria dei carri del Carnevale di Viareggio solo dopo più di dieci anni, proseguendo una competizione che durò fino alla fine del millennio.
Nella sua carriera in prima categoria, Silvano Avanzini può vantare nove primi premi:
- 1951 - Sbarco di carnevale, quinto premio (costruito insieme a Francesco Francesconi)
- 1952 - Arriva il giro, quarto premio (costruito insieme a Francesco Francesconi)
- 1953 - L'incendio di Roma, settimo premio (costruito insieme a Francesco Francesconi)
- 1954 - Cinema a Rilievo, quarto premio (costruito insieme a Francesco Francesconi)
- 1955 - Allenamento collegiale, quinto premio (costruito insieme a Francesco Francesconi)
- 1956 - Ballata selvaggia, primo premio (costruito insieme a Francesco Francesconi)
- 1957 - Messaggeri dello spazio, terzo premio (costruito insieme a Francesco Francesconi)
- 1957 - Jerry Lewis in mezzogiorno di fifa (maschera isolata fuori concorso)
- 1958 - Anche laggiù, quinto premio
- 1959 - Don Chisciotte, primo premio
- 1960 - Carnevale al vertice, primo premio

"Carnevale al vertice", di Silvano Avanzini - 1960

Il 1960 fu un anno di svolta nella carriera di Silvano Avanzini e nel mondo del Carnevale. L'artista viareggino presenta infatti Carnevale al vertice, primo carro di chiara satira politica a vincere il primo premio. Un gigantesco Re Carnevale in tuta operaia sventola festante il suo trattato di pace auspicando una distensione delle ostilità tra le varie potenze mondiali, mentre una figura rappresentante la Pace galleggia pericolosamente su una zattera circondata da squali. Lo circondano i leader delle quattro grandi potenze di allora (Eisenhower, Chruščëv, Macmillan e De Gaulle) che, a cavallo di colombe corazzate, portano in una mano un ramoscello d'ulivo (assecondando di facciata la speranza pacifista) ma nascondono dietro la schiena una bomba atomica ciascuno.
- 1961 - Balletti in technicolor, sesto premio
- 1962 - Di questo passo, terzo premio
- 1963 - Miracolo economico, quinto premio
- 1965 - Il condottiero, quarto premio
- 1966 - L'ape regina, quarto premio
- 1967 - Avanti piano quasi indietro, terzo premio
- 1968 - Paese che vai, libretto che trovi, nono premio
- 1969 - Caccia alle streghe, quarto premio
- 1970 - Ha scelto la libertà, quarto premio
- 1971 - Commedia ‘70, quarto premio
- 1972 - Lotta all'inquinamento, settimo premio
- 1973 - Cento anni dopo, sesto premio
- 1974 - Una bella covata, secondo premio
- 1975 - L'armata brancaleone, terzo premio
- 1976 - L'esorcista, quarto premio
- 1977 - La cena delle beffe, terzo premio
- 1978 - Peccato originale, primo premio ex aequo
- 1979 - 3001 odissea sulla terra, secondo premio
- 1980 - Fiat voluntas tua, primo premio ex aequo
- 1981 - Mare nostrum, secondo premio ex aequo
- 1983 - Il sol dell'avvenir, primo premio
- 1984 - Lasciamoli fiorire, primo premio
- 1985 - L'ultimo Don Chisciotte, secondo premio
- 1986 - Guerre stellari, quarto premio
- 1987 - Il sogno americano, quarto premio
- 1988 - Caccia alla colomba, quarto premio
- 1989 - L'impero del male, quinto premio (costruito insieme ad Alessandro Avanzini)
- 1990 - L'illusionista, secondo premio
- 1991 - La perla del Tirreno, quarto premio
- 1992 - A gonfie vele verso l'Europa, terzo premio (costruito insieme ad Alessandro Avanzini)
- 1993 - I vampiri, primo premio (costruito insieme ad Alessandro Avanzini)
- 1994 - Giù la maschera, secondo premio (costruito insieme ad Alessandro Avanzini)
- 1995 - Al paese dei balocchi, terzo premio (costruito insieme ad Alessandro Avanzini)
- 1996 - La testa nel pallone, sesto premio (costruito insieme ad Alessandro Avanzini)
- 1997 - Carnevale in ecstasy, quarto premio (costruito insieme ad Alessandro Avanzini)
- 1998 - Ma che male vi Fo?, primo premio (costruito insieme ad Alessandro Avanzini)
- 1999 - El Nino: la natura si ribella, quinto premio (costruito insieme ad Alessandro Avanzini)
- 2000 - 2001: un secolo per la pace, settimo premio (costruito insieme ad Alessandro Avanzini)

### Pittura, cinema e lavori esterni al Carnevale
Alcuni dei dipinti, incisioni e acqueforti realizzati da Avanzini sono andati perduti nell'incendio degli hangar del Carnevale di Viareggio in via Cairoli nel 1960. A Livorno vinse un premio di pittura assegnato da una giuria presieduta da Carlo Carrà.
Inoltre, Avanzini partecipò insieme ad altri colleghi alla realizzazione delle scenografie dei film di Federico Fellini, come ad esempio la testa della polena in Casanova o la gigantesca Anita Ekberg in Boccaccio ‘70.
A cavallo fra gli anni ‘60 e ‘70 si avventurò (inizialmente insieme al collega Sergio Baroni) in un'attività commerciale in via Marco Polo e aprì un negozio di prodotti per l'arte (colori, tele, ecc.) con un laboratorio di cornici sul retro. La vita di bottega lo distrasse dal Carnevale e non gli diede l'attesa soddisfazione economica. Così, all'inizio degli anni ‘70 tornò a dedicarsi soltanto alla cartapesta.

### Gli ultimi anni
L'ultima costruzione di Silvano Avanzini sarà 2001 un secolo per la pace che sfilerà nel primo Carnevale del nuovo millennio (il 2000). L'artista morì nell'ottobre dello stesso anno, lasciando l'attività al figlio Alessandro, suo collaboratore da diverso tempo.
Nel 2006 fu dedicato alla sua memoria il premio speciale del Carnevale di Viareggio per l'allegoria.